# Bernhard van Oranje-Nassau, Van Vollenhoven
Z.H. Bernhard Lucas Emmanuel Prins van Oranje-Nassau, Van Vollenhoven (Nijmegen, 25 december 1969) is de tweede zoon van prinses Margriet der Nederlanden en Pieter van Vollenhoven. De prins wordt officieel aangeduid met Zijne Hoogheid Prins Bernhard van Oranje-Nassau, Van Vollenhoven. Hij is een volle neef van koning Willem-Alexander der Nederlanden.

## Loopbaan
Bernhard studeerde economie in Groningen en Washington. Tijdens zijn studententijd richtte hij met twee medestudenten het bedrijf Ritzen Koeriers op (genoemd naar Jo Ritzen, toenmalig minister van Onderwijs). Ritzen Koeriers kon pakketjes goedkoop bezorgen door gebruik te maken van de destijds net ingevoerde ov-studentenkaart. Het bedrijf kwam in opspraak nadat het door het GAK beschuldigd werd van fraude met sociale premies; medewerkers zouden een leaseauto hebben gekregen als verkapt salaris zonder dat hierover sociale premies waren betaald. Het bedrijf accepteerde uiteindelijk een transactievoorstel van het Openbaar Ministerie ten bedrage van 25.000 gulden.
Na zijn studie richtte Bernhard halverwege de jaren negentig het internetbedrijf Clockwork op, samen met enkele vrienden. Enkele jaren later werkten hier ruim zestig mensen. Clockwork is onder meer al jaren verantwoordelijk voor de internetsites van KLM, Achmea en Coca-Cola. Softwarebedrijf Levi9, vernoemd naar de komeet die elf jaar eerder op de planeet Jupiter te pletter sloeg, werd in 2005 opgericht. Levi9 besteedt zijn werk uit aan personeel in Oekraïne, Servië en Roemenië. Het telde zeshonderd werknemers in 2015.
Hij richtte het fonds Lymph&Co op dat geld inzamelt voor onderzoek naar lymfeklierkanker. Hiervoor wordt sinds 2015 jaarlijks een sportevenement georganiseerd dat de Hollandse 100 heet. Het bestaat uit tien kilometer schaatsen, gevolgd door negentig kilometer wielrennen.

## Huwelijk en gezin
Bernhard trouwde op 6 juli 2000 in het Paushuize te Utrecht met de psychologe Annette Sekrève (18 april 1972); op 8 juli 2000 vond de kerkelijke inzegening plaats in de Domkerk te Utrecht. Voor hun huwelijk werd door het Nederlandse parlement toestemming verleend bij wet van 31 mei 2000. Hierdoor bleef Bernhard destijds deel uitmaken van de Nederlandse lijn voor troonopvolging. Bij Koninklijk Besluit van 5 juli 2000 werd besloten dat uit het huwelijk geboren kinderen de achternaam Van Vollenhoven zouden dragen. De kinderen van Bernhard en Annette bezitten geen adellijke titel. Toen zijn neef Willem-Alexander koning werd op 30 april 2013, werd Bernhard uitgesloten van troonopvolging, omdat deze beperkt is tot drie graden van bloedverwantschap.
Het echtpaar heeft drie kinderen:
- Isabella van Vollenhoven (2002)
- Samuel van Vollenhoven (2004)
- Benjamin van Vollenhoven (2008)

## Gezondheid
Bernhard leed aan het non-hodgkinlymfoom, een vorm van lymfeklierkanker. De ziekte werd in 2013 vastgesteld. Hij wordt al sinds 2002 behandeld voor de ziekte van Crohn. In 2008 werd hij geopereerd aan zijn darm. Het betrof toen een goedaardige vernauwing.

## Onroerend goed
In 2011 had Bernhard volgens het AD, samen met drie andere beleggers onder de naam Pinnacle BV., negentig panden in Amsterdam in bezit. In november 2017 schreef Het Parool dat Bernhard intussen 102 panden in Amsterdam in zijn bezit had. Later in diezelfde maand meldde Het Parool dat Bernhard via verscheidene bv's nog veel meer vastgoed in bezit zou hebben. Het zou gaan om 590 Nederlandse adressen, waarvan 349 in Amsterdam. Het Parool sprak met huurders en belangstellenden voor de panden van Bernhard. Zij werden volgens de krant geconfronteerd met voorwaarden die in strijd zijn met de regels, bijvoorbeeld over grote groepen in een huis en het betalen van sleutelgeld. De prins, die overigens in een officiële verklaring de investering kenschetste als diens "pensioenvoorziening", gaf hierop aan te gaan uitzoeken of er in strijd met de regels was gehandeld. Tegenover de Volkskrant verklaarde Bernhard dat van het betalen van sleutelgeld geen sprake was, en dat de makelaar in kwestie niet namens hem opereert. In hetzelfde Volkskrant-artikel sprak emeritus hoogleraar staatsrecht Joop van den Berg het vermoeden uit dat Bernhard door de gemeente Amsterdam tot zondebok werd gemaakt om de aandacht af te leiden van het gemeentelijk woningbeleid.
De Nederlandse politieke partij Partij van de Arbeid introduceerde in het verkiezingsprogramma voor de Tweede Kamerverkiezingen van maart 2021 een door de partij genoemde 'Prins Bernhard'-belasting. Pandjesbazen die vijf panden of meer bezitten zouden dan verplicht worden om inkomstenbelasting te betalen over de huurinkomsten en vermogenswinsten. Een zakenpartner van de prins noemde dit "populistisch opportunisme".

## Circuit Zandvoort
Chapman Andretti, een bedrijf van Menno de Jong en Bernhard, kreeg in 2016 het Circuit Zandvoort in eigendom. Vanaf 2020 zou er jaarlijks een Formule 1 Grand Prix verreden gaan worden, maar in 2020 werd de race geannuleerd wegens de coronacrisis. Bernhard was met zijn bedrijf DGP Race BV de drijvende kracht achter de herinvoering van het autoracen op Zandvoort. In 2021 was er ophef over het doorgaan van de Formule 1 Grand Prix, terwijl tal van kleinere evenementen wegens de coronamaatregelen moesten worden afgelast.